# 沙瓦農河
沙瓦農河（法語：Chavanon，法語發音：[ʃavanɔ̃]）是法國的河流，屬於多爾多涅河的右支流，河道全長54.2公里，流域面積474平方公里，平均流量每秒6.53立方米，發源自克羅，河口處在萨韦讷和孔福朗波尔迪约。

## 外部連結
- http://www.geoportail.fr （页面存档备份，存于）
- Sandre数据库中的沙瓦農河 （页面存档备份，存于）